# Liste des intercommunalités des Landes

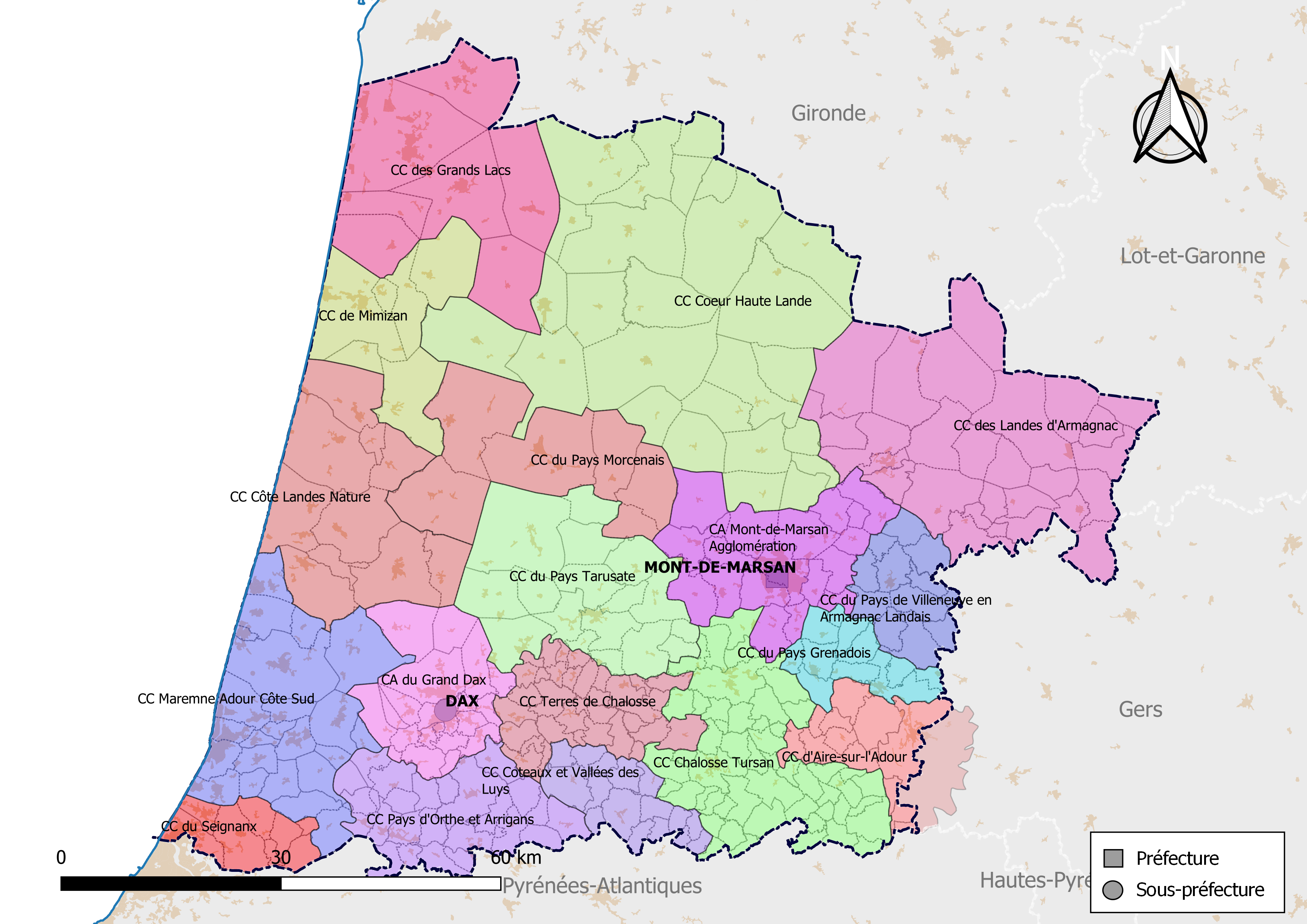
Carte des EPCI des Landes au 1er janvier 2019.

Au 1er janvier 2021, le département des Landes compte 18 établissements publics de coopération intercommunale à fiscalité propre dont le siège est dans le département (2 communautés d'agglomération et 16 communautés de communes), dont un qui est interdépartemental. 

## Intercommunalités à fiscalité propre des Landes

### Tableau de synthèse
| Forme juridique            | Nom                                          | no SIREN  | Date de création | Nombre de communes      | Population (der. pop. légale) | Superficie (km2) | Densité (hab./km2) | Siège                    | Président.e               |
| -------------------------- | -------------------------------------------- | --------- | ---------------- | ----------------------- | ----------------------------- | ---------------- | ------------------ | ------------------------ | ------------------------- |
| Communauté d'agglomération | CA du Grand Dax                              | 244000675 | 31 décembre 1993 | 20                      | 57 582 (2021)                 | 344,30           | 167                | Dax                      | Julien Dubois             |
| Communauté d'agglomération | Mont-de-Marsan Agglomération                 | 244000808 | 31 décembre 1998 | 18                      | 55 101 (2021)                 | 481,10           | 115                | Mont-de-Marsan           | Charles Dayot             |
| Communauté de communes     | CC de Maremne-Adour-Côte-Sud                 | 244000865 | 31 décembre 2001 | 23                      | 70 269 (2021)                 | 603,90           | 116                | Saint-Vincent-de-Tyrosse | Pierre Froustey           |
| Communauté de communes     | CC des Grands Lacs                           | 244000873 | 11 décembre 2002 | 7                       | 31 559 (2021)                 | 667,50           | 47                 | Parentis-en-Born         | Françoise Douste          |
| Communauté de communes     | CC du Seignanx                               | 244000659 | 31 décembre 1993 | 8                       | 29 212 (2021)                 | 149,80           | 195                | Saint-Martin-de-Seignanx | Isabelle Dufau            |
| Communauté de communes     | CC Chalosse Tursan                           | 200069649 | 1er janvier 2017 | 50                      | 26 080 (2021)                 | 587,0            | 44                 | Saint-Sever              | Pascale Requenna          |
| Communauté de communes     | CC Pays d'Orthe et Arrigans                  | 200069417 | 1er janvier 2017 | 24                      | 24 183 (2021)                 | 390,70           | 62                 | Peyrehorade              | Jean-Marc Lescoute        |
| Communauté de communes     | CC Terres de Chalosse                        | 200069631 | 1er janvier 2017 | 34                      | 18 200 (2021)                 | 312,10           | 58                 | Montfort-en-Chalosse     | Didier Gaugeacq           |
| Communauté de communes     | CC du Pays Tarusate                          | 244000766 | 31 décembre 1996 | 17                      | 17 934 (2021)                 | 599,60           | 30                 | Tartas                   | Laurent Civel             |
| Communauté de communes     | CC Cœur Haute Lande                          | 200069656 | 1er janvier 2017 | 26                      | 16 042 (2021)                 | 1 786,40         | 9                  | Sabres                   | Dominique Coutière        |
| Communauté de communes     | CC d'Aire-sur-l'Adour                        | 200030435 | 31 décembre 1992 | 22 (dont 10 dans le 40) | 12 880 (2021)                 | 300,60           | 43                 | Aire-sur-l'Adour         | Philippe Brèthes          |
| Communauté de communes     | CC de Mimizan                                | 244000543 | 31 décembre 1999 | 6                       | 12 710 (2021)                 | 360,50           | 35                 | Mimizan                  | Xavier Fortinon           |
| Communauté de communes     | CC Côte Landes Nature                        | 244000857 | 31 décembre 2001 | 10                      | 12 431 (2021)                 | 607,30           | 21                 | Castets                  | Philippe Mouhel           |
| Communauté de communes     | CC des Landes d'Armagnac                     | 200035541 | 1er janvier 2013 | 27                      | 10 768 (2021)                 | 1 064,0          | 10                 | Roquefort                | Philippe Latry            |
| Communauté de communes     | CC du Pays Morcenais                         | 244000691 | 8 juin 1994      | 6                       | 9 400 (2021)                  | 518,10           | 18                 | Morcenx-la-Nouvelle      | Jérôme Baylac-Domengetroy |
| Communauté de communes     | CC du Pays grenadois                         | 244000824 | 31 décembre 1998 | 11                      | 7 694 (2021)                  | 166,70           | 46                 | Grenade-sur-l'Adour      | Jean-Luc Lafenêtre        |
| Communauté de communes     | CC Coteaux et Vallées des Luys               | 244000881 | 10 décembre 2005 | 16                      | 7 634 (2021)                  | 186,60           | 41                 | Amou                     | Christine Fournadet       |
| Communauté de communes     | CC du Pays de Villeneuve en Armagnac Landais | 244000774 | 31 décembre 1997 | 12                      | 6 257 (2021)                  | 214,0            | 29                 | Villeneuve-de-Marsan     | Jean-Yves Arrestat        |

### 2communautés d'agglomération
| Code EPCI | Intercommunalité                        | Siège          | Président     | Fonction                | Nuance politique | Nuance politique | Population (2014) | Communes |
| --------- | --------------------------------------- | -------------- | ------------- | ----------------------- | ---------------- | ---------------- | ----------------- | -------- |
| 244000808 | Mont-de-Marsan Agglomération            | Mont-de-Marsan | Charles Dayot | Maire de Mont-de-Marsan |                  | MoDem            | 54 097            | 18       |
| 244000675 | Communauté d'agglomération du Grand Dax | Dax            | Julien Dubois | Maire de Dax            |                  | DVC              | 54 423            | 20       |

### 16communautés de communes
| Code EPCI | Intercommunalité                                                 | Siège                    | Président               | Fonction | Nuance politique | Nuance politique | Population (2014) | Communes |
| --------- | ---------------------------------------------------------------- | ------------------------ | ----------------------- | --- | ---------------- | ---------------- | ----------------- | -------- |
| 200030435 | Communauté de communes d'Aire-sur-l'Adour                        | Aire-sur-l'Adour         | Philippe Brèthes        | Maire d'Eugénie-les-Bains |                  | DVG              | 12 945*           | 22*      |
| 200069649 | Communauté de communes Chalosse Tursan                           | Saint-Sever              | Pascale Requenna        | Maire d'Hagetmau Conseillère régionale de Nouvelle-Aquitaine |                  | MoDem            | 25 932            | 50       |
| 200069656 | Communauté de communes Cœur Haute Lande                          | Sabres                   | Dominique Coutière      | Maire de Labrit (depuis 1992) Conseiller départemental (Canton de Haute Lande Armagnac (depuis 2015) Vice-Président du Conseil départemental des Landes Ancien conseiller général (Labrit) (1998-2015)                   |                  | PS               | 15 331            | 26       |
| 244000857 | Communauté de communes Côte Landes Nature                        | Castets                  | Philippe Mouhel         | Maire de Castets |                  | UDI              | 11 102            | 10       |
| 244000881 | Communauté de communes Coteaux et Vallées des Luys               | Amou                     | Christine Fournadet     | Maire de Castelnau-Chalosse |                  | PS               | 7 661             | 16       |
| 244000873 | Communauté de communes des Grands Lacs                           | Parentis-en-Born         | Françoise Douste        | Maire de Gastes |                  | DVD              | 28 290            | 7        |
| 200035541 | Communauté de communes des Landes d'Armagnac                     | Roquefort                | Philippe Latry          | Maire de Saint-Justin |                  | PS               | 10 888            | 27       |
| 244000865 | Communauté de communes de Maremne-Adour-Côte-Sud                 | Saint-Vincent-de-Tyrosse | Pierre Froustey         | Maire de Vieux-Boucau Conseiller régional Nouvelle Aquitaine (depuis 2015) |                  | PS               | 62 577            | 23       |
| 244000543 | Communauté de communes de Mimizan                                | Mimizan                  | Xavier Fortinon         | Conseiller municipal de Mimizan Conseiller départemental Côte d'Argent (depuis 2015) Président du Conseil départemental des Landes (depuis 2017) Président de XL'Habitat Ancien conseiller général (Mimizan) (2004-2015) |                  | PS               | 11 976            | 6        |
| 244000824 | Communauté de communes du Pays grenadois                         | Grenade-sur-l'Adour      | Jean-Luc Lafenêtre      | Maire de Maurrin |                  | DVD              | 7 736             | 11       |
| 244000691 | Communauté de communes du Pays Morcenais                         | Morcenx                  | Jérôme Baylac-Domentroy | Adjoint au maire de Morcenx-la-Nouvelle |                  | PS               | 9 385             | 9        |
| 244000667 | Communauté de communes du Pays d'Orthe et Arrigans               | Peyrehorade              | Jean-Marc Lescoute      | Adjoint au maire de Gaas Ancien maire de Gaas (1995-2014) |                  | PCF              | 23 381            | 24       |
| 244000766 | Communauté de communes du Pays Tarusate                          | Tartas                   | Laurent Civel           | Maire de Rion-des-Landes (depuis 2014) |                  | PS               | 17 307            | 17       |
| 244000774 | Communauté de communes du Pays de Villeneuve en Armagnac Landais | Villeneuve-de-Marsan     | Jean-Yves Arrestat      | Maire de Perquie (depuis 1995) |                  | DVG              | 6 236             | 12       |
| 244000659 | Communauté de communes du Seignanx                               | Saint-Martin-de-Seignanx | Isabelle Dufau          | Adjointe au maire de Tarnos |                  | PCF              | 26 137            | 8        |
| 200069631 | Communauté de communes Terres de Chalosse                        | Montfort-en-Chalosse     | Didier Gaugeacq         | Maire de Cassen Conseiller départemental du Canton de Coteau de Chalosse (depuis 2017) |                  | PS               | 18 068            | 34       |

* dont 10 communes situées dans le département du Gers.

## Anciennes communautés de communes
La communauté de communes du Gabardan et la communauté de communes du Pays de Roquefort ont fusionné le 1er janvier 2013 pour former la communauté de communes des Landes d'Armagnac.
Le 1er janvier 2017, les modifications suivantes ont été opérées, conformément au SDCI arrêté le 21 mars 2016 :
- création de la communauté de communes Cœur Haute Lande par fusion de la communauté de communes de la Haute Lande, de la communauté de communes du Pays d'Albret et de la communauté de communes du canton de Pissos,
- création de la communauté de communes Chalosse Tursan par fusion de la communauté de communes du Cap de Gascogne, de la communauté de communes du Tursan et d'Hagetmau Communes Unies,
- création de la communauté de communes Terres de Chalosse par fusion de la communauté de communes de Montfort-en-Chalosse et de la communauté de communes du Canton de Mugron,
- création de la communauté de communes du Pays d'Orthe et Arrigans par fusion de la communauté de communes du Pays d'Orthe et de la communauté de communes de Pouillon.